# Euphorbe des bois
Euphorbia amygdaloides
Espèce
Classification phylogénétique
L'Euphorbe des bois ou Euphorbe faux-amandier (Euphorbia amygdaloides) est une plante de la famille des Euphorbiacées. Elle pousse dans les endroits ombragés, principalement en sous-bois.

## Description

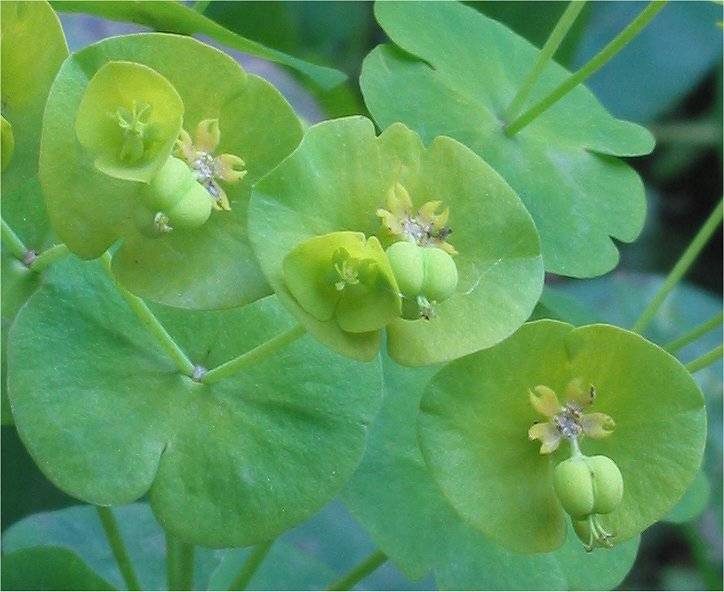
Inflorescence

L'Euphorbe des bois est une plante vivace de 30 à 90 cm, velue, à tige sous-ligneuse à la base et aux feuilles rapprochées en rosette au milieu de la tige. Les feuilles sont obovales et entières, velues au moins sur la face inférieure. Les ombelles ont 5 à 10 rayons bifurqués, et sont complétées par 3 à 12 rameaux fertiles. Les bractées florales sont soudées 2 à 2. Les glandes sont jaunes en croissant, à cornes convergentes, les capsules sont sillonnées.
C'est une plante vénéneuse, parfois dangereuse pour le bétail. Ses fleurs sont visitées par les abeilles. Chez l'homme, cette plante est violemment vomitive et purgative.

## Caractéristiques
Organes reproducteurs
- Couleur dominante des fleurs : jaune
- Période de floraison : avril à juillet
- Inflorescence : cyathe
- Sexualité : monoïque
- Ordre de maturation :
- Pollinisation : entomogame

Graine
- Fruit : capsule
- Dissémination : myrmécochore

Habitat et répartition
- Habitat type : sous-bois herbacés médioeuropéens, planitiaires à montagnards
- Aire de répartition : eurasiatique méridional

Données d'après : Julve, Ph., 1998 ff. - Baseflor. Index botanique, écologique et chorologique de la flore de France. Version : 23 avril 2004.